# Русалка Днестровая
«Руса́лка Днестрова́я» (укр. Русалка Дністровая; в оригинальной орфографии — Русалка днѣстровая) — первый галицко-русский альманах, изданный в Буде (ныне Будапешт, Венгрия) в 1837 году. Он был подготовлен литературным кружком «Русская троица», включавшим в себя Маркиана Шашкевича, Якова Головацкого и Ивана Вагилевича. Книга была издана вместо вышедшего в свет в 1834 году, но запрещенного цензурой сборника «Заря».
Альманах вышел тиражом в 1000 экземпляров, из которых 100 были отправлены издателем в Вену, около 700—800 изъяла львовская полиция. Оставшиеся экземпляры дошли до читателей.

## Описание
В альманахе печатались материалы по истории Украины, которые отражали национально-освободительные устремления украинского народа, произведения национальной литературы, языковедческие, исторические и этнографические работы деятелей украинского возрождения.
Книга начинается вступительным словом Маркиана Шашкевича («Предисловие»), в котором он подчёркивает красоту украинского языка и литературы, и списком наиболее важных поднепровских литературных и фольклорных изданий того времени. Далее материал разделён на четыре части — «Народные песни», «Сочинения», «Переводы» и «Старина». В них опубликованы сборники народных дум и песен с предисловием Ивана Вагилевича, оригинальные произведения Маркиана Шашкевича («Воспоминание», «Погоня», «Тоска по милой», «Сумрак вечерний», «Елена»), Якова Головацкого («Два веночка»), Ивана Вагилевича (поэмы «Мадей», «Жулин и Калина»), а также переводы сербских песен, три исторические песни «из старых рукописей» и другие произведения.
В альманахе применено фонетическое правописание, впервые использован не церковнославянский язык, а живая народная западноукраинская речь.
Второе издание «Русалки Днестровой» было отпечатано в 1910 году в Тернополе, то есть впервые на Украине. Это событие было приурочено к 100-летию со дня рождения Маркиана Шашкевича, подготовил это издание Иосиф Застырец. В предисловии к книге было указано, что альманах перепечатывают по первому изданию, не меняя орфографии. Наряду с предисловием Иосиф Застырец приводит небольшую статью о Маркиане Шашкевиче.
В дальнейшем «Русалка Днестровая» была издана в 1950, 1961, 1972, 1987, 2007, 2012 годах. С 1990 года во Львове действует музей «Русалки Днестровой».

## Правописание
Правописание «Русалки Днестровой» — первая фонетическая система правописания для украинского языка на основе адаптированного алфавита. Благодаря введенному правописанию альманах оказал значительное влияние на украинское национальное возрождение и развитие украинской литературы в Галиции.